# Biblioteca de Can Sales
La biblioteca de Can Sales és una biblioteca pública de Palma, a Mallorca, que està situada al número 24 de la plaça de la Porta de Santa Catalina, molt a prop de la Feixina i del carrer Jaume III. És propietat de l'estat però és gestionada pel Govern de les Illes Balears, a través d'un conveni amb el Ministeri de Cultura d'Espanya. Fou inaugurada el setembre del 2004, des d'on es traslladaren els fons que abans romanien a la Casa de Cultura de Palma. Malgrat que així ho indica una placa a la façana de l'edifici, no fou una presó.

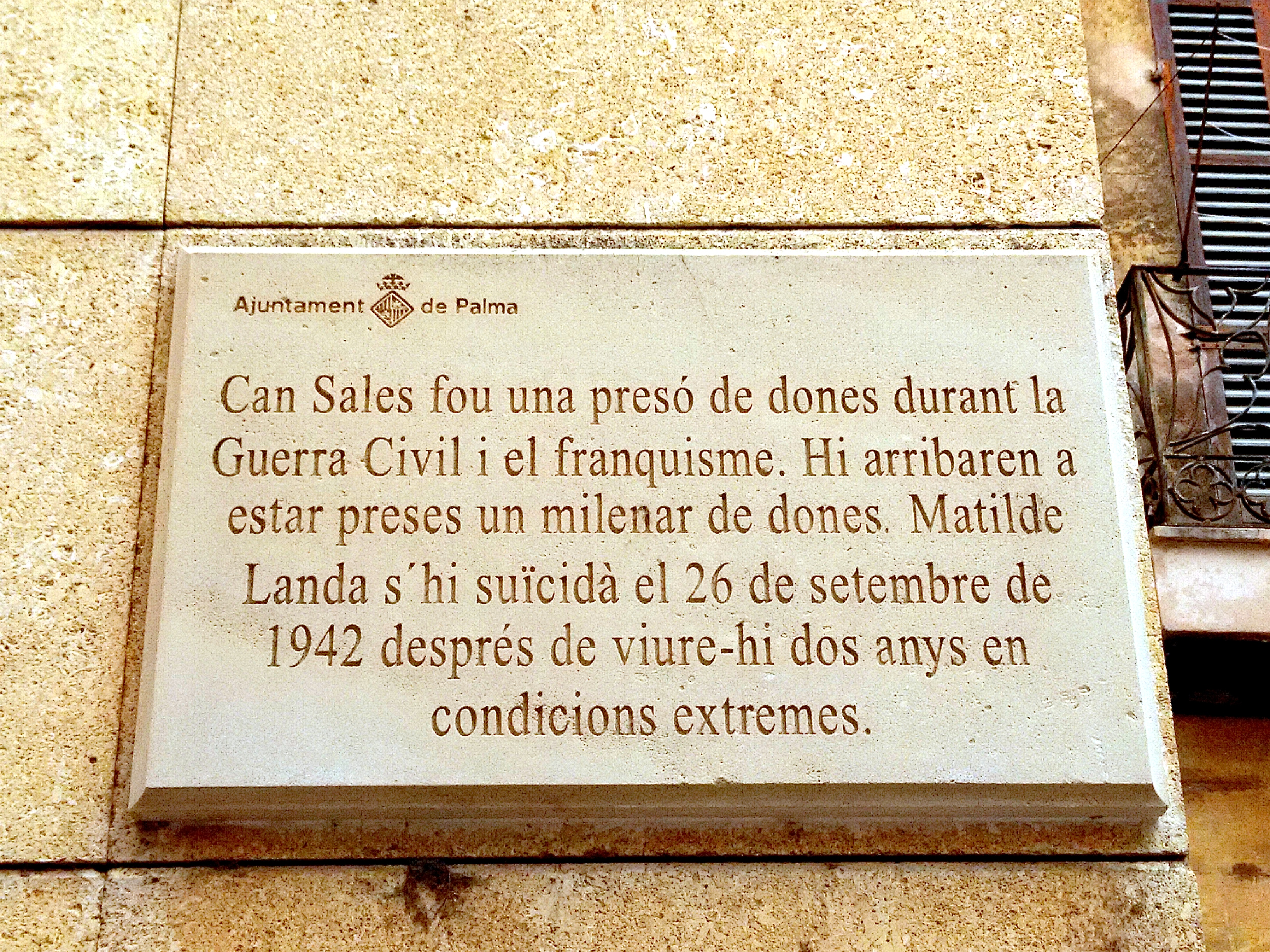
L'edifici compta amb una placa que commemora la presó de dones que s'ubicà en aquesta carrer, si bé el seu emplaçament no és del tot correcte

Durant els anys de la crisi, especialment entre 2011 i 2015, es veié sotmesa a fortes retallades que afectaren notablement els serveis i que, en poc temps, deterioraren de manera greu dels seus recursos. Exemples d'això són la reducció d'horaris, el tancament parcial de la sala d'investigadors, la pèrdua d'ordinadors d'accés públic i les novetats bibliogràfiques o la infradotació de la plantilla.
L'any 2015, coincidint amb el desè aniversari, inicia un sistema de préstec de llibres electrònics a través d'"EBiblio", una plataforma virtual del Ministeri d'Educació, Cultura i Esports. També experimenta algunes inversions que alleugeren la situació crítica en que es troba.
A més dels seus fons impresos i audiovisuals, la biblioteca ofereix diversos serveis d'animació a la lectura, com contacontes setmanals, clubs de lectura, un concurs anual de cartes d'amor amb motiu del dia de Sant Valentí o Presentacions de llibres. L'any 2017 inaugura la "Còmicteca", una secció especialitzada amb gran varietat d'obres de diferents autors i estils, amb l'objectiu de "convertir la Còmicteca en un servei de referència per als aficionats al còmic". L'acte s'inclogué en l'activitat Còmic Nostrum 2017. L'agost de 2022 s'anuncià, pels dies 6 i 8 d'octubre, l'organització de la segona edició del Festival de Literatura i Altres Gèneres Fantàstics Palma Fantàstica però, en aquella ocasió, s'inicià la modalitat d'un concurs de microrelats «en espanyol».